# Sterftecijfer

Sterftecijfer per 1000 inwoners (grafisch)

Het sterftecijfer (of het sterftegetal, de mortaliteit) is het aantal sterfgevallen per tijdseenheid in een populatie in verhouding tot het aantal individuen in die populatie. 
Bij de mens wordt het vaak uitgedrukt in sterfgevallen per 1000 inwoners per jaar. Het kan gaan om een aantal van de gehele bevolking of alleen binnen een bepaalde groep en het kan gaan over doden in het algemeen of specifiek als gevolg van een bepaalde ziekte.
Het kan gaan om gerealiseerde sterftecijfers, maar ook om prognoses voor toekomstige jaren.
Als men eenvoudig spreekt over het sterftecijfer of het bruto sterftecijfer in een land, bedoelt men het recente sterftecijfer voor de gehele bevolking van dat land.
Dit bruto sterftecijfer kan overigens een misleidende indruk geven. Bijvoorbeeld kan het aantal sterfgevallen per 1000 mensen hoger zijn voor ontwikkelde naties dan in minder ontwikkelde landen, ondanks dat de gezondheidsstandaard beter is in ontwikkelde landen. Dit komt doordat in ontwikkelde landen meer oudere mensen zijn, die in een bepaald jaar een hogere kans hebben om dood te gaan dan jongeren, zodat het totale sterftecijfer hoger kan zijn. Een vollediger beeld van mortaliteit wordt gegeven door een "sterftetafel" die afzonderlijke mortaliteit op elke leeftijd samenvat. Een sterftetafel is noodzakelijk om een goede raming van de levensverwachting te geven.
Om sterftecijfers in ziekenhuizen te vergelijken is de Hospital Standardized Mortality Ratio (HSMR) ontwikkeld.

## Statistieken

### Nederland in verhouding tot Europa
Het sterftecijfer van Nederland is met 8,5 (2013) lager dan het gemiddelde sterftecijfer in de Europese landen. Gemiddeld stierven er in de Europese Unie 9,7 mensen per 1000 inwoners in 2008. In Bulgarije is het sterftecijfer met 14,3 (2013) het hoogst. In Ierland is het sterftecijfer het laagst met 6,4 (2013).

### Sterftecijfers in Nederland
Uit de statistieken blijkt dat de meeste sterfgevallen plaatsvinden in de provincie Zeeland, met 9,6 personen per 1000 inwoners (2004, CBS Doodsoorzakenstatistiek). Zeeland heeft een hoog percentage 65-plussers.
De gemeente met het hoogste sterftecijfer is Warmond, met in de periode 2000-2004 21,5 mensen per 1000 inwoners.
Flevoland heeft het kleinste aantal sterfgevallen in Nederland. In 2004 stierven er 5,1 per 1000 inwoners. De gemeente Zeewolde heeft 3,3 sterfgevallen per 1000 inwoners en heeft daarmee het laagste gemeentelijke sterftecijfer van Nederland. Het lage sterftecijfer wordt veroorzaakt door een laag aandeel ouderen in Flevoland.

### Zuigelingensterfte
Het kindersterftecijfer is het jaarlijkse aantal sterfgevallen van kinderen jonger dan vijf jaar oud per duizend levendgeborenen. Gaat het om kinderen jonger dan één jaar oud, dan spreekt men van het zuigelingensterftecijfer.
De tien landen met het hoogste zuigelingensterftecijfer, volgens schatting van 2017, zijn:
| Land                          | Zuigelingensterftecijfer |
| ----------------------------- | ------------------------ |
| Afghanistan                   | 110,6                    |
| Somalië                       | 94,8                     |
| Centraal-Afrikaanse Republiek | 86,3                     |
| Guinee-Bissau                 | 85,7                     |
| Tsjaad                        | 85,4                     |
| Niger                         | 81,1                     |
| Burkina Faso                  | 72,2                     |
| Nigeria                       | 69,8                     |
| Mali                          | 69,5                     |
| Sierra Leone                  | 68,4                     |

De zuigelingensterfte is in Nederland, in de periode van 1980 tot en met 2022, teruggelopen van 8,6 tot 3,2 per duizend.

### Verschil tussen man en vrouw
Gemiddeld is de totale sterfte onder mannen ongeveer anderhalf keer zo hoog als onder vrouwen. Uiteraard zijn er verschillen per land.
In Polen is bijvoorbeeld het sterftecijfer onder mannen 12,2 per 1000 inwoners terwijl onder vrouwen het sterftecijfer 6,8 per 1000 is.
In Nederland is dat 8,8 en 5,6 per 1000 voor mannen en vrouwen respectievelijk.
In de EU mag dit verschil geen rol spelen bij pensioenpremies en -uitkeringen, en sinds eind 2012 ook niet bij premies en uitkeringen van overlijdensrisicoverzekeringen en lijfrenten.

## Force of mortality
De force of mortality {\displaystyle \mu } van een bepaalde populatie is het instantane sterftecijfer per tijdseenheid (de limiet, als het tijdsinterval naar nul gaat, van de kans op sterven in een tijdsinterval bij iemand die aan het begin van het tijdsinterval nog leeft, gedeeld door de lengte van het tijdsinterval). Deze hangt statistisch onder meer af van de leeftijd en het tijdstip (beide als continue variabele). Als het een populatie is van mensen met een bepaalde geboortedatum dan zijn de variabelen gekoppeld en is de tijd als variabele voldoende. Als het gaat om kansrekening met betrekking tot een bepaald persoon dan geldt dit uiteraard ook.
In een tijdsinterval waarin de force of mortality constant verondersteld wordt komt deze overeen met de vervalconstante (tevens de afnameconstante van de exponentiële afname), en neemt de kans voor een persoon die op een bepaald tijdstip leeft, om op een bepaalde latere tijd in het tijdsinterval nog te leven exponentieel af als functie van die latere tijd. Als de geboortedatum 1 januari van enig jaar is, is er de vereenvoudige situatie dat de leeftijd als geheel getal tegelijk met het kalenderjaar wisselt. De force of mortality zou bijvoorbeeld constant kunnen worden aangenomen per kalenderjaar, wat dan op hetzelfde neerkomt als per leeftijdsjaar. De kans om op een bepaalde tijd nog te leven is dan een continue, stuksgewijs exponentieel dalende functie.
In het algemene geval geldt voor de overlevingskans op tijd x + t van mensen met een bepaalde geboortedatum die op tijd x leven dat die geschreven kan worden als
{\displaystyle S_{x}(t)=e^{-\int _{x}^{x+t}\mu (y)\,dy}}
Het sterftecijfer, uitgedrukt als fractie per jaar, is dus, met x het begin van het jaar, en met de tijden in jaren:
{\displaystyle 1-e^{-\int _{x}^{x+1}\mu (y)\,dy}}
De resterende levensverwachting op tijd x van iemand die dan leeft is:
{\displaystyle \int _{0}^{\infty }e^{-\int _{x}^{x+t}\mu (y)\,dy}\,dt}
Voorbeeld 1:
{\displaystyle \mu } is constant. Het sterftecijfer is steeds:
{\displaystyle 1-e^{-\mu }}
De resterende levensverwachting is steeds {\displaystyle 1/\mu } (corresponderend met het begrip vervaltijd), onafhankelijk van x.
Voorbeeld 2:
{\displaystyle \mu } is gedurende een jaar {\displaystyle \mu _{1}} en daarna {\displaystyle \mu _{2}}. Het sterftecijfer is het eerste jaar
{\displaystyle 1-e^{-\mu _{1}}}
en daarna
{\displaystyle 1-e^{-\mu _{2}}}
De resterende levensverwachting vanaf het tweede jaar is steeds {\displaystyle 1/\mu _{2}}. Op een tijdstip x in het eerste jaar is deze:
{\displaystyle \int _{0}^{1-x}e^{-t\mu _{1}}\,dt+\int _{1-x}^{\infty }e^{-\int _{x}^{1}\mu _{1}\,dy-\int _{1}^{x+t}\mu _{2}\,dy}\,dt}
{\displaystyle =(1-e^{(x-1)\mu _{1}})/\mu _{1}+\int _{1-x}^{\infty }e^{(x-1)\mu _{1}-(x+t-1)\mu _{2}}\,dt}
{\displaystyle =(1-e^{(x-1)\mu _{1}})/\mu _{1}+e^{(x-1)\mu _{1}}/\mu _{2}}
{\displaystyle =1/\mu _{1}+(1/\mu _{2}-1/\mu _{1})e^{(x-1)\mu _{1}}}

## Prognosemodel van het AG
Het Koninklijk Actuarieel Genootschap (AG) definieert in het prognosemodel AG2018 de eenjarige sterftekans {\displaystyle q_{x}(t)}, met {\displaystyle x} en {\displaystyle t} gehele getallen, als de kans dat iemand die op 1 januari van het jaar {\displaystyle t} leeft en op 1 januari van het jaar {\displaystyle t-x} geboren werd, op 1 januari van het jaar {\displaystyle t+1} gestorven zal zijn. Het gaat dus om de sterfte in jaar {\displaystyle t} van mensen die op 1 januari van dat jaar {\displaystyle x} jaar worden. Als {\displaystyle q_{x}(t)} met 1000 wordt vermenigvuldigd krijgt men het verwachte aantal overledenen per 1000 mensen.
De force of mortality {\displaystyle \mu _{x}(t)} is de limiet, als het tijdsinterval naar nul gaat, van de in een tijdsinterval stervende mensen als fractie van het aantal mensen aan het begin van het tijdsinterval, gedeeld door het tijdsinterval in jaren. Daarbij is {\displaystyle t} de continue tijd in jaren (op 1 januari gelijk aan het jaartal) en {\displaystyle x} de continue leeftijd. Deze {\displaystyle \mu _{x}(t)} wordt in het model van AG per kalenderjaar constant verondersteld, en is dan binnen elk jaar de vervalconstante van het aantal nog levenden. Er geldt dan voor gehele {\displaystyle t} en {\displaystyle x}:
{\displaystyle q_{x}(t)=1-e^{-\mu _{x}(t)}}
Hiermee kunnen de sterftekans in een jaar en de force of mortality (binnen het jaar constant verondersteld) dus in elkaar omgerekend worden. Bij een sterftekans van 0,1 is de force of mortality bijvoorbeeld 0,10536.